# Sukowice (przystanek kolejowy)
Sukowice – dawny przystanek kolejowy położony we wsi Sukowice.

## Historia
Stacja Sukowice na początku nazywała się Sakrau-Suckowitz, od 1937 do 1945 nosiła nazwę Rosengrund, po 1945 przez pewien czas nosiła nazwę Zakrzów koło Koźla, potem do 1977 Zakrzów Opolski. Od 1898 do 1986 istniała jako stacja pasażerska, od 1986 do 1997 przystanek osobowy, a po 1997 linia została zamknięta i następnie zlikwidowana na odcinku przechodzącym przez stację.
W 2018 na terenie stacji powstał plac zabaw i przystań rowerowa przy wybudowanym fragmencie ścieżki rowerowej.